# (18862) Warot
(18862) Warot (1999 RE183) – planetoida z grupy pasa głównego asteroid okrążająca Słońce w ciągu 3,85 lat w średniej odległości 2,46 j.a. Odkryta 9 września 1999 roku.